# Institut für Technikfolgenabschätzung und Systemanalyse
Das Institut für Technikfolgen-Abschätzung und Systemanalyse (ITAS) befasst sich in Theorie und Praxis mit Technikfolgenabschätzung (TA) und Systemanalyse und wurde am 1. Juli 1995 nach einer längeren institutionellen Vorgeschichte eingerichtet. Mit dem Zusammenschluss von Universität Karlsruhe (TH) und Forschungszentrum Karlsruhe am 1. Oktober 2009 zum Karlsruher Institut für Technologie (KIT) wurde das ITAS institutionell eine Forschungseinrichtung des KIT, die zugleich der Helmholtz-Gemeinschaft Deutscher Forschungszentren (HGF) angehört.

## Zielsetzung und Aufgaben
Das Institut erforscht wissenschaftliche und technische Entwicklungen in Bezug auf systemische Zusammenhänge und Technikfolgen. Es erarbeitet und vermittelt Wissen und Bewertungen. Es entwirft Handlungs- und Gestaltungsoptionen. Ethische, ökologische, ökonomische, soziale, politisch-institutionelle und kulturelle Fragestellungen stehen im Mittelpunkt der Forschung.
Wesentliche Ziele sind die Beratung der Forschungs- und Technikpolitik, die Bereitstellung von Orientierungswissen zur Gestaltung sozio-technischer Systeme sowie die Durchführung diskursiver Verfahren zu offenen oder kontroversen technologiepolitischen Fragen. ITAS berät über das Büro für Technikfolgen-Abschätzung (TAB) den Deutschen Bundestag und als führendes Mitglied der European Technology Assessment Group (ETAG) das Europäische Parlament. Die Ergebnisse der Forschung und Beratung sind öffentlich.
Seit 1992 gibt das Institut die Zeitschrift TATuP – Zeitschrift für Technikfolgenabschätzung in Theorie und Praxis heraus.

## Vernetzung
ITAS ist über das TAB seit 1990 Mitglied im European Parliamentary Technology Assessment (EPTA) Netzwerk. ITAS ist weiterhin Gründungsmitglied des deutschsprachigen Netzwerks Technikfolgenabschätzung (NTA).

## Geschichte
Die Geschichte des Instituts bzw. seiner Vorläufereinrichtungen geht bis in die 50er Jahre zurück. 1958 gründet Helmut Krauch und Werner Kunz in Heidelberg die Studiengruppe für Systemforschung (SfS). 1975 wird der Bereich „Planung und Innovation“ der SfS in das von Wolf Häfele geleitete Institut für Angewandte Systemtechnik und Reaktorphysik (IASR) des Forschungszentrums Karlsruhe überführt.
1977 wird dann die selbständig agierende Abteilung für Angewandte Systemanalyse (AFAS) gegründet, die von Herbert Paschen geleitet wird. Nach einem Beschluss des Aufsichtsrats des Forschungszentrums Karlsruhe wird AFAS noch unter Leitung von Herbert Paschen am 1. Juli 1995 aufgewertet und zum Institut für Technikfolgenabschätzung und Systemanalyse (ITAS).